# Convento della Vergine
Il convento della Vergine si trova a Fucecchio, in provincia di Firenze.

## Storia e descrizione
Nel luogo detto "alle Cinque Vie", poiché era lo snodo stradale delle vie per Pistoia, Cerreto Guidi, Firenze, una strada verso il ponte dell'Arno e una proveniente dalla porta castellana Raimonda, sorgeva una edicola o piccola cappella che conteneva un affresco quattrocentesco con una Madonna col Bambino, detta appunto "Madonna delle cinque vie".
La grande venerazione dell'immagine da parte degli abitanti del luogo portò all'edificazione, intorno all'immagine mariana, tra 1606 e 1608, di una chiesa, che fu affidata ai francescani osservanti di Ognissanti a Firenze, per i quali fu costruito anche un convento, che fu terminato nel 1619. Dato il numeroso affllusso di fedeli, la chiesa fu poi ampliata tra 1622 e 1631.
Dopo il 1736 san Teofilo da Corte vi istituì un "Ritiro" che divenne presto famoso per le norme particolarmente severe che lo regolavano.
All'inizio degli anni ottanta dell'Ottocento l'edificio subì un generale restauro ed anche l'affresco, che doveva essersi deteriorato, nel 1882 fu coperto con una copia su tela ad opera del confratello Celestino Medovic, che realizzò in quel momento anche altre opere pittoriche. Nel 1895 fu collocata sull'altare maggiore una statua dell'Immacolata Concezione, la copia del Medovic fu spostata e l'affresco andò perduto.
Oggi la chiesa presenta una facciata intonacata preceduta su due lati da un portico. La parte superiore, con una finestra tamponata, termina con un profilo a capanna. All'interno del portico sono alcune lunette affrescate: le due nella fiancata destra sono dedicate a Margherita da Cortona, rappresentano l'Estasi della Santa e Santa Margherita da Cortona che fa denuncia dei peccati dell'uomo con una Madonna col Bambino nel pennacchio tra di esse. Questi affreschi dovrebbero essere opera di Alberico Carlini da Vellano e sono databili tra 1730 e 1740, periodo nel quale affrescò anche il chiostro. Il portale in fondo è sormontato da un affreschi in trompe l'oeil raffigurante un timpano spezzato aperto al centro a mostrare un busto di San Francesco, affresco anch'esso riferibile al Carlini. I tre murali nel portico di facciata, dipinti a secco, sono stati invece dipinti da Celestino Medovic nel 1882 e raffigurano il Miracolo della corona di fiori, l'Immacolata Concezione e il Prodigio della corona francescana. Alcuni elementi stilistici sei-settecenteschi presenti in questi afrreschi farebbero pensare che il Medovic abbia ripreso o ridipinto affreschi già esistenti magari rovinatisi nel tempo.
L'interno è a navata unica con due altari laterali secenteschi. Il presbiterio è affiancato da due cappelle laterali. La copia ottocentesca della Madonna delle Cinque vie, il cui originale doveva essere, a giudicare da essa, un dipinto del primo Cinquecento dell'ambito di Andrea del Sarto, è oggi conservata in sagrestia. il Carlini dipinse, nello stesso periodo, anche due tele per la chiesa, una con le Stimmate di San Francesco ed un'altra con San Teofilo da Torre al capezzale di un moribondo della famiglia Panicacci in cui è protagonista il santo minorita morto nel convento nel 1740.
Il chiostro secentesco adiacente è stato affrescato in due fasi tra Seicento e Settecento con Storie di San Francesco nelle lunette intervallate, nei pennacchi adiacenti, da busti dipinti di santi francescani e personaggi legati al convento, come Alessandra Maccarini, ultima "episcopessa" di Fucecchio, e inserite in un sistema decorativo a girali vegatali. Ciascuna lunetta è stata commissionata da una famiglia fucecchiese, come i Lenzi, i Montanelli, i Taviani, i Gucci e i Cicci, rappresentati dai loro stemmi. Il restauro effettuato tra 1994 e 1995 ha rivelato datazioni differenziate degli affreschi: una lunetta riporta la data 1688 mentre altre datazioni relative all'ultimo decennio del Seicento e mostrano riferimenti stilistici a Pier Dandini e a Niccolò Lapi. Alberico Carlini da Vellano, a cui è riferito il ciclo decorativo, era nato nel 1703 e quindi deve aver dipinto solo il resto delle lunette, intervenendo tra 1730 e 1740 su un ciclo rimasto interrotto anni prima.